# 王实甫
王实甫（1260年以前—约1336年），名德信，字实甫，以字行，大都（今北京）人，元代杂剧（元曲）作家。是中国著名剧作《西厢记》的作者。

## 生平
《录鬼簿》把他列入“前辈已死名公才人”而位于关汉卿之后，可以推知他与关同时而略晚，在元成宗元贞、大德年间尚在世。贾仲明在追悼他的《凌波仙》词中，约略提到有关他的情况：“风月营密匝匝列旌旗，鸯花寨明飚飚排剑戟。翠红乡雄赳赳施谋智。作词章，风韵美，士林中等辈伏低。”所谓“风月营”、“莺花寨”，是艺人官妓聚居的场所。王实甫混迹其间，可见与市民大众十分接近。
```
 其人与关汉卿、白朴、马致远齐名，是元代著名戏曲作家，其作品人物生动，语言华美，口语直白，是元曲“文采派”的杰出代表。
[
4
]
```

## 作品
所作杂剧中名目可考的有13种。今存有：
- 《崔莺莺待月西厢记》
- 《吕蒙正风雪破窑记》
- 《四大王歌舞丽春堂》
- 《韩采云丝竹芙蓉亭》有佚曲。
- 《苏小卿月夜贩茶船》有佚曲。

其餘僅存名目而見於《錄鬼簿》著錄者有《東海郡于公高門》、《孝父母明達賣子》、《曹子建七步成章》、《才子佳人拜月亭》、《趙光普進梅諫》、《詩酒麗春園》、《陸績懷橘》、《雙蕖怨》、《嬌紅記》9種。
王实甫还有少量散曲流传：有小令1首，套曲3种（其中有一残套），散见于《中原音韵》、《雍熙乐府》、《北宫词纪》和《九宫大成》等书中。